# Rhacophoridae

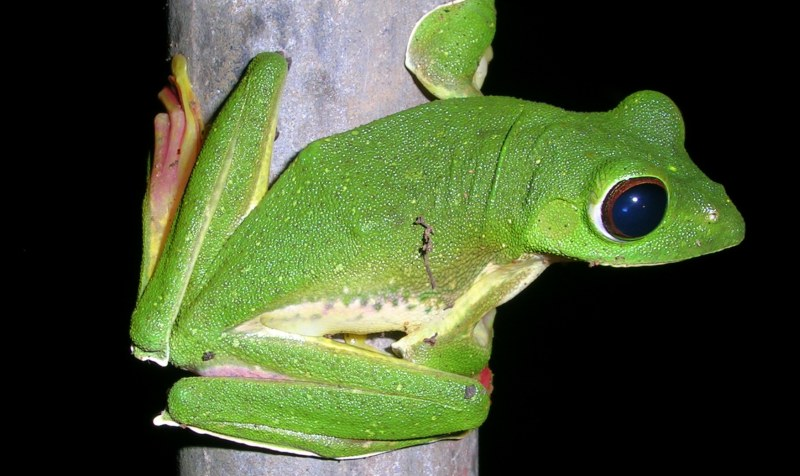
Rhacophorus malabaricus

I Racoforidi (Rhacophoridae Hoffman, 1932) sono una famiglia di anfibi anuri diffusi principalmente in Africa e in Asia.

## Descrizione
Le specie di questa famiglia hanno dimensioni varie, da un minimo di 1,5 centimetri a un massimo di 12. La gran parte delle specie di questa famiglia vive sugli alberi. Dotati di ventose che permettono di aderire alle superfici, i racoforidi comprendono anche alcune specie note come rane volanti, caratterizzate dalla presenza di lembi di pelle fra le dita o fra le zampe che permettono loro di effettuare salti molto lunghi, simili a voli, da un albero a un altro.

## Riproduzione
Sovente la riproduzione avviene sugli alberi: durante l'amplesso le rane sbattono le zampe in modo da formare una schiuma, nella quale vengono deposte le uova, coperte successivamente da liquido seminale. In alcune specie, la riproduzione avviene in gruppo e la schiuma viene posta sopra una sorgente d'acqua, in modo che i girini, appena nati, cadano in acqua.

## Tassonomia
La famiglia comprende 434 specie suddivise in due sottofamiglie:
- Buergeriinae Channing, 1989 (6 spp.)
- Rhacophorinae Hoffman, 1932 (428 spp.)